# Powellvenator podocitus
Powellvenator podocitus es la única especie conocida del género extinto Powellvenator de dinosaurio terópodo celofisoideo, que vivió a finales del período Triásico, hace aproximadamente entre 221 a 206 millones de años, en lo que es hoy Sudamérica. Sus restos fósiles se han hallado en estratos correspondientes a la última parte del período Triásico en lo que ahora es el noroeste de Argentina, en la Formación Los Colorados de la Cuenca Ischigualasto-Villa Unión. La especie tipo, Powellvenator podocitus, fue nombrada por Martin Ezcurra en 2017.
El paleontólogo argentino José Fernando Bonaparte descubrió varias extremidades traseras de un dinosaurio desconocido en el valle de la Quebrada de los Jachalleros en 1969. Los restos no fueron descritos y fueron asignados al género Riojasuchus. Los ejemplares fueron conservados en el Departamento de Paleontología de Vertebrados del Instituto Miguel Lillo con el número PVL 4414. En 1972 Bonaparte describió el esqueleto de un pequeño celofisoide encontrado en el mismo valle. En septiembre de 2015, se estableció una conexión entre los primeros fósiles encontrados.
En 2017, Martin Daniel Ezkürra describió el fósil como una nueva especie de Powellvenator podocitus. El nombre genérico se le da en honor al desaparecido paleontólogo argentino Jaime Eduardo Powell y literalmente significa "cazador de Powell". El nombre específico podocitus se traduce como “pierna rápida”.